# Neunkirchen-Seelscheid
Neunkirchen-Seelscheid è un comune di 19 852 abitanti della Renania Settentrionale-Vestfalia, in Germania.
Appartiene al circondario (Kreis) del Reno-Sieg (targa SU).